# Dolores M. Koch
Dolores Mercedes Koch (nascida Gonzalez, 1928 - 11 de junho de 2009) foi uma crítica literária e tradutora cubano-americana pioneira na área da microficção.

## Biografia
Koch nasceu em Havana, Cuba, em 1928.
Dolores Koch recebeu o seu PhD em Literatura Latino-Americana pela City University of New York e, além do seu trabalho sobre microficção, traduziu para o inglês várias obras importantes em espanhol, incluindo as de Laura Restrepo, Jorge Bucay, Alina Fernández, Emily Schindler, Enrique Joven, e o seu compatriota Reinaldo Arenas, cuja obra Antes que anochezca foi adaptada para um filme do mesmo nome.
Seu artigo (em espanhol) "El micro-relato en México: Torri, Arreola, Monterroso y Avilés Fabila", publicado em 1981, é o primeiro trabalho crítico sobre microficção no mundo de língua espanhola.
Koch morreu em sua casa, em Nova York, no dia 11 de junho de 2009.